# Refuge du Col de la Vanoise
Il refuge du Col de la Vanoise (2.515 m s.l.m. - detto anche refuge Felix Faure) è un rifugio alpino delle Alpi della Vanoise e del Grand Arc nelle Alpi Graie. Si trova nei pressi del Colle della Vanoise nel comune di Pralognan-la-Vanoise.

## Storia

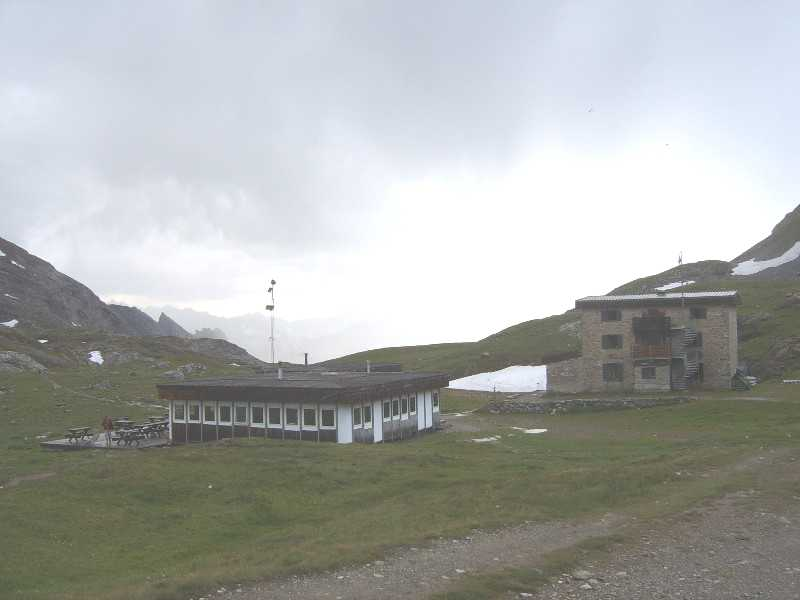
Visione del rifugio. La parte del 1970 si trova a sinistra.

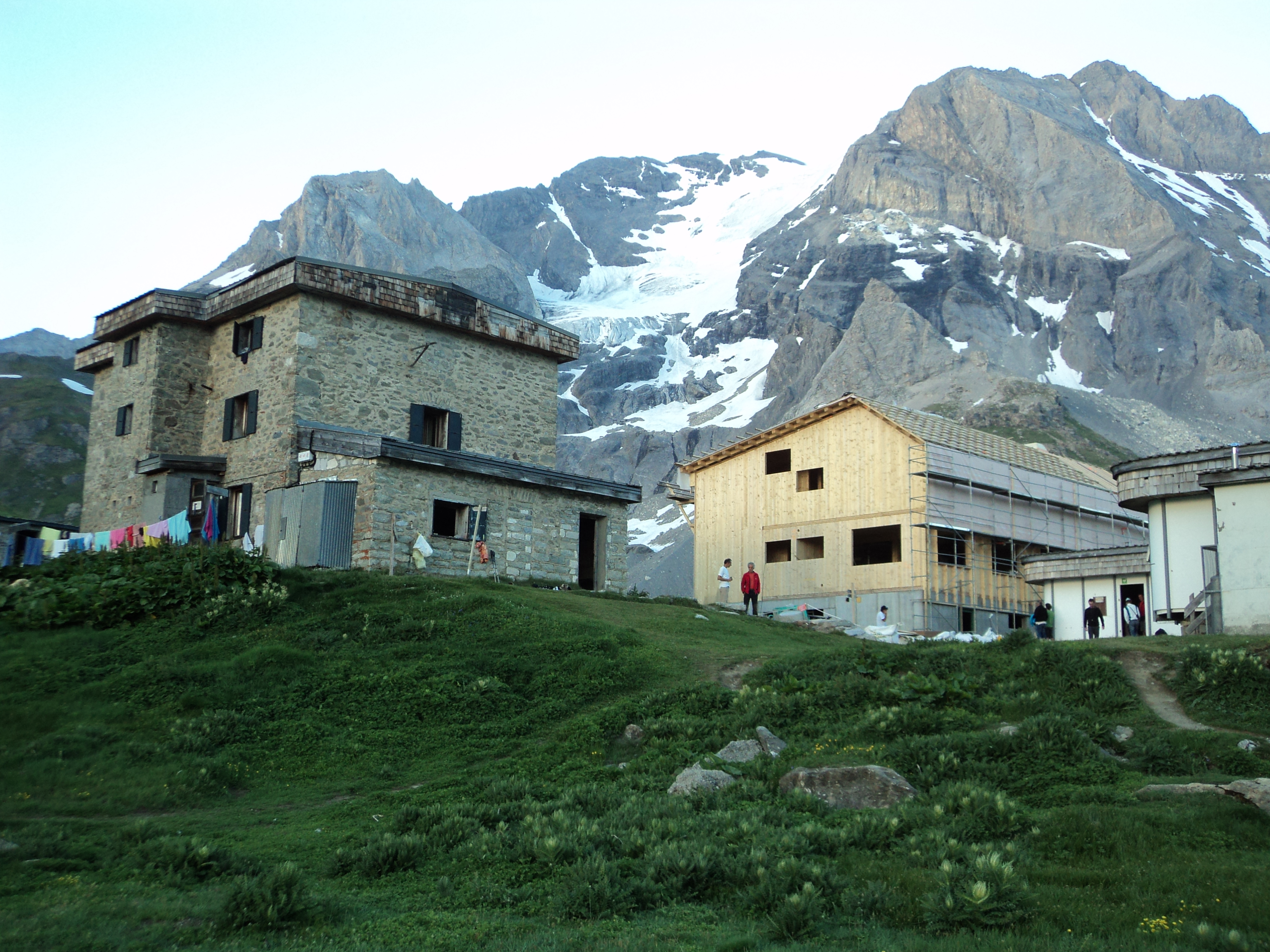
Il nuovo rifugio in costruzione. Sullo sfondo la Grande Casse.

È il più antico rifugio delle Alpi della Vanoise costruito nel 1902 nei pressi del Colle della Vanoise e ne è anche il più frequentato. Nel 1970 una seconda costruzione fu affiancata alla precedente. Attualmente (2013) è in costruzione un nuovo rifugio collocato nei pressi dei due esistenti.
In principio fu chiamato "refuge Felix Faure" in onore di Félix Faure, Presidente della Repubblica Francese e salito al colle nel 1897.

## Accessi
Si può salire al rifugio partendo da Pralognan-la-Vanoise in circa due ore e trenta.
In alternativa, partendo dalla Maurienne e da Termignon, si risale il vallone del Doron de Termignon fino al parcheggio Bellecombe. Di qui passando per il Refuge du Plan du Lac e per il Refuge d'Entre Deux Eaux il rifugio è raggiungibile in circa quattro ore.

## Ascensioni
- Grande Casse - 3.855 m
- Dôme de Chasseforêt - 3.586 m
- Pointe de la Réchasse - 3.212 m
- Aiguille de la Vanoise - 2.796 m

## Traversate
- Refuge du Plan du Lac - 2.385 m - in circa tre ore
- Refuge d'Entre Deux Eaux - 2.120 m - in circa due ore